# Nelmesia melanostachya
Nelmesia melanostachya là loài thực vật có hoa trong họ Cói. Loài này được Van der Veken mô tả khoa học đầu tiên năm 1955.